# Daniel DiNardo
Daniel Nicholas DiNardo (Steubenville, 1949. május 23. –) amerikai római katolikus pap, a Galveston-Houstoni főegyházmegye nyugalmazott érseke, bíboros. Korábban, 1998 és 2004 között a Sioux City-i egyházmegye püspökeként szolgált.
2013. november 12-én DiNardót az Egyesült Államok Katolikus Püspöki Konferenciájának (USCCB) alelnökévé, 2016. november 15-én pedig elnökévé választották.
DiNardót XVI. Benedek pápa 2007-ben emelte a Bíborosi Kollégiumba. Ő az első bíboros, aki az Egyesült Államok déli részének egyházmegyéjéből származik.

## A kezdetek, tanulmányai
Daniel DiNardo 1949. május 23-án született az Ohio állambeli Steubenville-ben Nicholas és Jane DiNardo gyermekeként. Négy gyermek közül az egyik, van egy idősebb testvére, Thomas; egy ikertestvére Margaret; és egy húga Mary Anne. A család később Castle Shannonba, Pennsylvaniába költözött. Gyermekként DiNardo úgy tett, mintha az édesanyja által varrt miseruhában és az apja által épített oltárnál misézne.
DiNardo 1955 és 1963 között a Castle Shannon-i Szent Anna Általános Iskolába járt, majd 1967-ben a jezsuita püspöki latin iskolában érettségizett. Ezután a pennsylvaniai Pittsburghben, a Duquesne Egyetem Szent Pál Szemináriumába lépett. 1969-ben DiNardo felvételt nyert a washingtoni Amerikai Katolikus Egyetem teológiai főiskolájára Basselin ösztöndíjasként filozófia szakra. 1971-ben filozófiai bakkalaureátust, 1972-ben pedig filozófia mesterdiplomát szerzett.
DiNardo Rómában folytatta tanulmányait, a Gregoriana Pápai Egyetemen megszerezte teológiai bakkalaureátusát, majd az Augustinianum Patrisztikus Intézetben teológiai licenciátusát.

## Papság
DiNardót 1977. július 16-án Leonard püspök szentelte a Pittsburghi egyházmegye papjává. Ezután plébános-helyettesként szolgált a Szent X. Piusz plébánián Brooklineban 1980-ig. 1981-ben DiNardót az egyházmegye segédkancellárjává és a Szent Pál Szeminárium részmunkaidős professzorává nevezték ki. Szemináriumi szolgálata alatt spirituálisként is tevékenykedett.
1984 és 1990 között DiNardó Rómában dolgozott a Püspöki Kongregáció munkatársaként a Római Kúrián. Ez idő alatt a Villa Stritch (1986-1989), a Szentszéknek dolgozó amerikai papság házának igazgatójaként is szolgált, valamint adjunktus professzorként az Észak-Amerikai Pápai Kollégiumban.
Miután 1991-ben visszatért Pittsburghbe, DiNardót nevezték ki az egyházmegye oktatási titkárának, és ezzel párhuzamosan a pennsylvaniai Swissvale-i Madonna del Castello plébánia társlelkészeként szolgált. 1994-ben a pennsylvaniai Franklin Parkban lévő Szent János és Pál plébánia alapító lelkésze lett.

## Püspöki pályafutása

### Sioux City püspöke
II. János Pál pápa 1997. augusztus 19-én a Sioux City-i egyházmegye koadjutor püspökévé nevezte ki. Püspökké szentelte 1997. október 7-én Lawrence Soens püspök, Donald Wuerl és Raymond Leo Burke püspökökkel az Úr Jézus Krisztus születése-templomban. DiNardo püspöki jelmondatául választotta: Ave Crux Spes Unica, a Vexilla Regis latin himnuszból vette, jelentése: „Üdvözlégy, ó kereszt, egyetlen reménységünk.”
DiNardo követte Soens-t a Sioux City-i egyházmegye hatodik püspökeként, miután 1998. november 28-án lemondott.

### Galveston-Houston koadjutor érseke és érseke
DiNardót később, 2004. január 16-án II. János Pál pápa a Galveston-Houstoni egyházmegye koadjutor püspökévé nevezte ki. Az egyházmegyét a pápa 2004. december 29-én metropolitai főegyházmegye rangjára emelte, így koadjutor érsekké vált.
Amikor XVI. Benedek pápa elfogadta Joseph Fiorenza érsek nyugdíjazását, DiNardo 2006. február 28-án Galveston-Houston második érsekeként követte őt. A palliumot, a metropolita püspökök által viselt liturgikus öltözetet még ugyanezen év június 29-én kapta meg a pápától. DiNardo egyszer megjegyezte: „Texasban van egyfajta egyházi érzék... lazább, kötetlenebb, ami szerintem jó.”
DiNardót a 2007. november 24-i konzisztóriumon bíborossá kreálták, címtemplomául a Sant'Eusebio-templomot jelölték ki. 2008-ban megkapta az Olasz Köztársasági Érdemrend lovagkeresztjét.
2009. január 17-én DiNardót kinevezték a Kultúra Pápai Tanácsa tagjává. 2009 márciusában „nagyon kiábrándítónak” nevezte Barack Obama elnök megválasztását a Notre Dame Egyetem diplomaosztó ünnepségének szónokaként, mivel Obama támogatja a legális abortuszt.
DiNardo tagja lett a Fogyatékkal Élők Országos Katolikus Partnerségének, továbbá a washingtoni Amerikai Katolikus Egyetem igazgatótanácsának, tanácsadója a Lelkipásztori Zenészek Nemzeti Szövetségének, tagja a Vándorlók és Útonlevők Pápai Tanácsának, a katekizmus használatát felügyelő ad hoc bizottságnak az USCCB-n belül, valamint a Szent Sír Lovagrend Délnyugati Hadnagyságának nagypriorja, amelyben a nagykeresztes lovag rangját viseli.
DiNardo választó bíboros volt, aki részt vett a 2013-as konklávén, amely Ferenc pápát választotta.
2014. november 14-én, az USCCB őszi ülésén DiNardót megválasztották a 2015-ös családszinódus küldöttjének, a Vatikán jóváhagyásától függően.
DiNardo megígérte, hogy 2019 januárjában nyilvánosságra hozza azoknak a főegyházmegyei papoknak a listáját, akiket kiskorúakkal szembeni szexuális visszaélésekkel kapcsolatban hitelt érdemlő vádakkal illetnek. Novemberben a CBS News 20 olyan emberrel beszélt, akik azt állítják, hogy tudnak a visszaélésekről, és egyikükkel sem vették fel a kapcsolatot. 2019. január 30-án DiNardo nyilvánosságra hozta a főegyházmegye 40 papjának nevét, akiket az elmúlt 70 év során szexuális visszaélésekkel kapcsolatos hiteles vádakkal illettek. A listán szereplő egyik név John Keller volt. DiNardót bírálták, amiért megengedte, hogy Keller nyilvánosan misézzen a plébániáján a lista nyilvánosságra hozatala utáni reggelen.
Ferenc pápa 2025. január 20-án elfogadta lemondását érseki tisztségéről.

## Egészség
DiNardo hallókészüléket visel, mert a fülében lévő mészlerakódások károsították a hallását. Hallási nehézségei ellenére még mindig szívesebben énekli vagy kántálja a mise egyes részeit, különösen az Úr imáját. 2019. március 15-én agyvérzést szenvedett.